# Уранаты
Урана́ты — химические соединения оксидов урана, образованные при их взаимодействии с оксидами других химических элементов, проявляющими более осно́вные свойства.

## Физические и химические свойства
Уранаты следует рассматривать как соли урановой H2UO4, несуществующих диурановой H2U2O7 и полиурановых H2UnO3n+1 кислот. Уранаты щелочных металлов имеют состав M2UO4, а также M2U2O7 и 2M2O·UO2. Щёлочноземельные металлы и металлы, образующие двухзарядные катионы (Cu, Pb, Mn, Fe), способны образовывать уранаты состава MUO4, MU2O7, M3UO6.
Уранаты являются твёрдыми веществами жёлтого или жёлто-оранжевого цвета. В воде они нерастворимы, но растворяются в минеральных кислотах. Разлагаются при действии карбонатов.

## Получение и применение
Получение уранатов заключается в спекании оксидов урана с оксидами других элементов в стехиометрическом соотношении. Диуранаты можно получить их осаждением из водных растворов солей U(VI). При спекании можно получить также уранаты сложного состава (3Na2O·7UO3) и уранаты с атомом урана в другой степени окисления (NaUO5). Осаждением можно получить полиуранат аммония, например, (NH4)2U4O17. Растворимые перуранаты, например, перуранат натрия Na2UO5, можно получить при взаимодействии оксидов урана с раствором пероксида водорода в щелочной среде.
Уранаты U(VI) используются в процессах получения урана и его соединений. В частности, оксиды урана могут быть получены при осаждении и дальнейшем прокаливании  диураната аммония (NH4)2U2O7.

## Нахождение в природе
Уранаты могут встречаться в природе. К ним, например, относится минерал кларкит Na2U2O7.

## Опасность
Все уранаты ядовиты, как и все остальные соединения урана.